# オスティア港
オスティア港（ラテン語: Portum Ostiae または Portus）は、古代ローマ時代に造られた港で、現在のイタリア ラツィオ州フィウミチーノに存在した。テヴェレ川の河口の北岸に位置し、地中海の一部であるティレニア海に面していた。テヴェレ川河口部付近に土砂が堆積し港湾機能を果たしにくくなったため、ローマ帝国第4代皇帝クラウディウスが開設し、第13代皇帝トラヤヌスが拡張を行った。かつてはポルトゥスと呼ばれており、皇帝コンスタンティヌス1世の時代にはフラウィウス・コンスタンティヌス・ポルトゥスと呼ばれることもあった。
現在でも、トラヤヌス帝が拡張した六角形の港がフィウミチーノ郊外のポルト地区に遺跡として残っている。

## 歴史

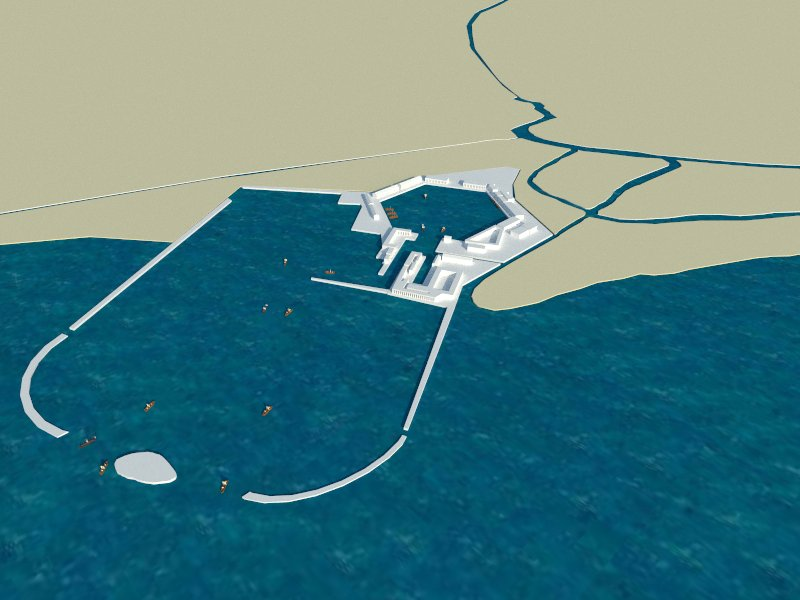
手前の堤防に囲まれた港はクラウディウス帝時代、
奥の六角形の港はトラヤヌス帝時代に造られた

### クラウディウス帝による建設
皇帝クラウディウスは、オスティアの北方約4kmのテヴェレ川北岸にローマの外港であるオスティア港を築造した。2本の曲線を描いた堤防により仕切られた港の面積は約69ヘクタールで、堤防の突端の間には灯台のある島が築かれた。この島はエジプトからネロ競技場（現 サン・ピエトロ広場）に移設するオベリスクを運んだ船（オベリスク船）を沈めてAD46年に造られたものである。港はティレニア海に直接面しており、テヴェレ川との間は運河で結ばれていた。
この灯台のある島が港の入口にあるため、南西方向からの風や波を避けることができ、（テヴェレ川河口沿いの船着場と違い）天候に左右されずに小麦を荷揚げしローマに輸送することが可能となった。しかし、ローマの歴史家タキトゥスは、AD62年に暴風雨により港内で何隻もの穀物を輸送する貨物船が沈んだと書き残している。第5代皇帝ネロは、この港をアウグストゥス港（Portus Augusti）と命名したという。
クラウディウス帝は、ローマとオスティア港を結ぶ全長24kmのポルトゥエンシス街道も造ったと言われている。既存の街道が途中の丘陵地を迂回しながら造られていたのに対し、新たに造られたポルトゥエンシス街道はほぼ直線に造られた。

### トラヤヌス帝による拡張
皇帝トラヤヌスはAD103年に、クラウディウスが造営した港の奥に、39ヘクタールの六角形の港を築造した。この港はテヴェレ川とクラウディウスが造営した港、およびティレニア海とは運河で結ばれていた。この運河の一部は後にローマ教皇グレゴリウス13世とパウルス5世により修復され現在でも船舶が通行が可能だ。この運河は「トラヤヌス水路」と呼ばれているが、実際にはクラウディウス帝が築造したものである。トラヤヌス帝が築造した六角形の港は、現在はフィウミチーノの住宅地とフィウミチーノ空港の間にある倉庫などがまばらに建つ緑地帯に池として残っている。
オスティア港は古代ローマ期の約500年にわたって帝都ローマの主要港湾として機能し、（穀物だけでなく）陶器やガラス、大理石、奴隷、コロッセオで戦わせるためにアフリカで捕獲された珍しい動物などあらゆるモノがこの港を経由して運ばれた。

## アクセス
- フィウミチーノ空港と近郊鉄道ローマ＝リード線のリド・チェントロ駅（(Lido di Ostia Centro）間を結ぶCOTRAL社バス（昼間は毎時2本、早朝夜間は1本の運行）